# Frühe Adonislibelle
Die Frühe Adonislibelle oder auch Frühe Adonisjungfer (Pyrrhosoma nymphula) ist eine Kleinlibellenart, deren deutscher Name auf ihr zeitiges Erscheinen sowie ihre rot-(grün-)schwarzen Färbung zurückgeht, die der von rotblühenden Adonisröschen ähnelt. Neben der Scharlachlibelle (Ceriagrion tenellum) ist die Frühe Adonislibelle die einzige rotgefärbte Kleinlibellenart in Mitteleuropa.
Trotz auffälliger Färbung und häufigem Vorkommen wird diese Libellenart gelegentlich übersehen, da sie sich gern in der Vegetation verborgen hält.

## Körperbau

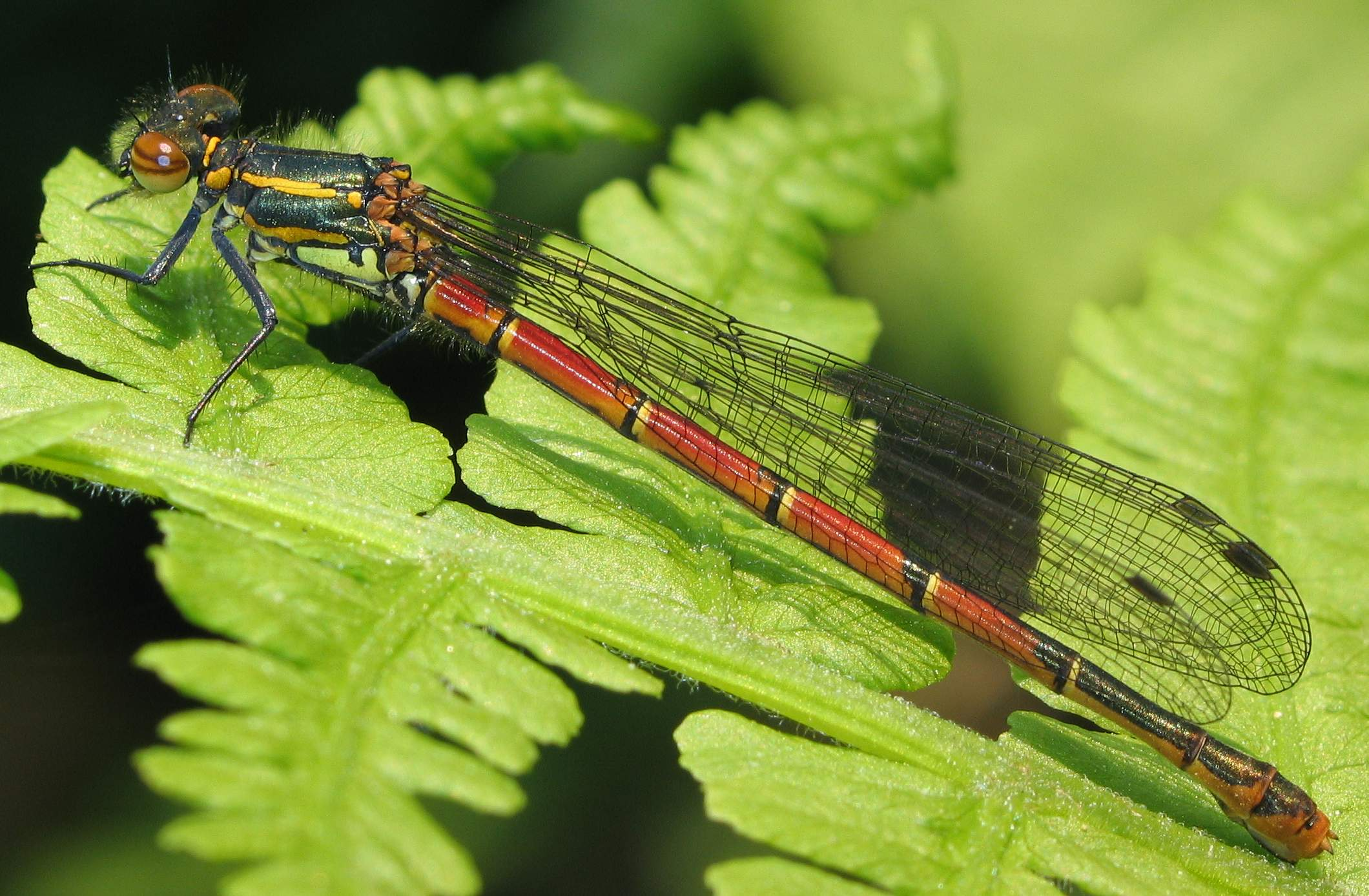
Weibchen

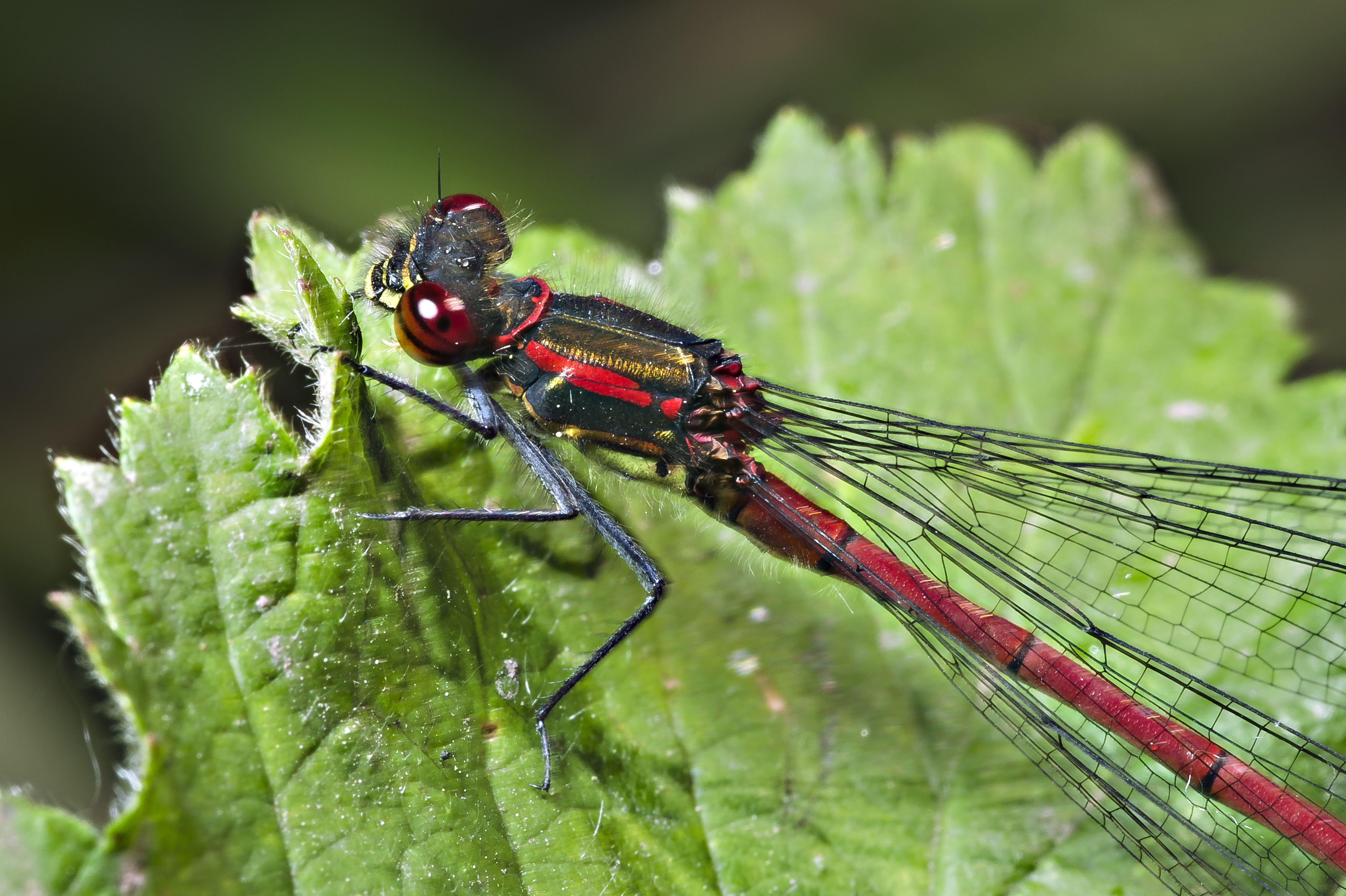
Nahansicht eines Männchens

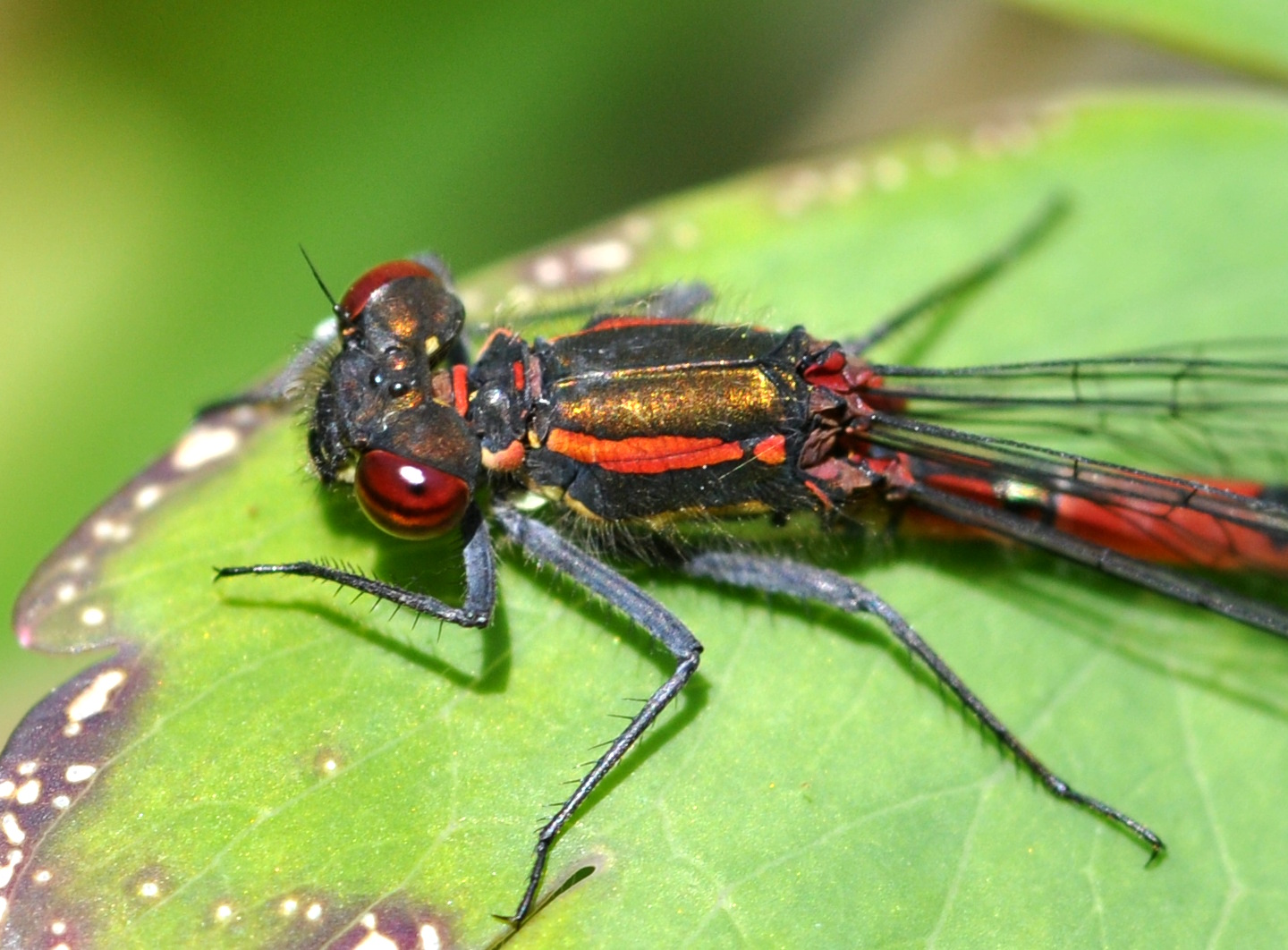
Detailansicht eines Weibchens

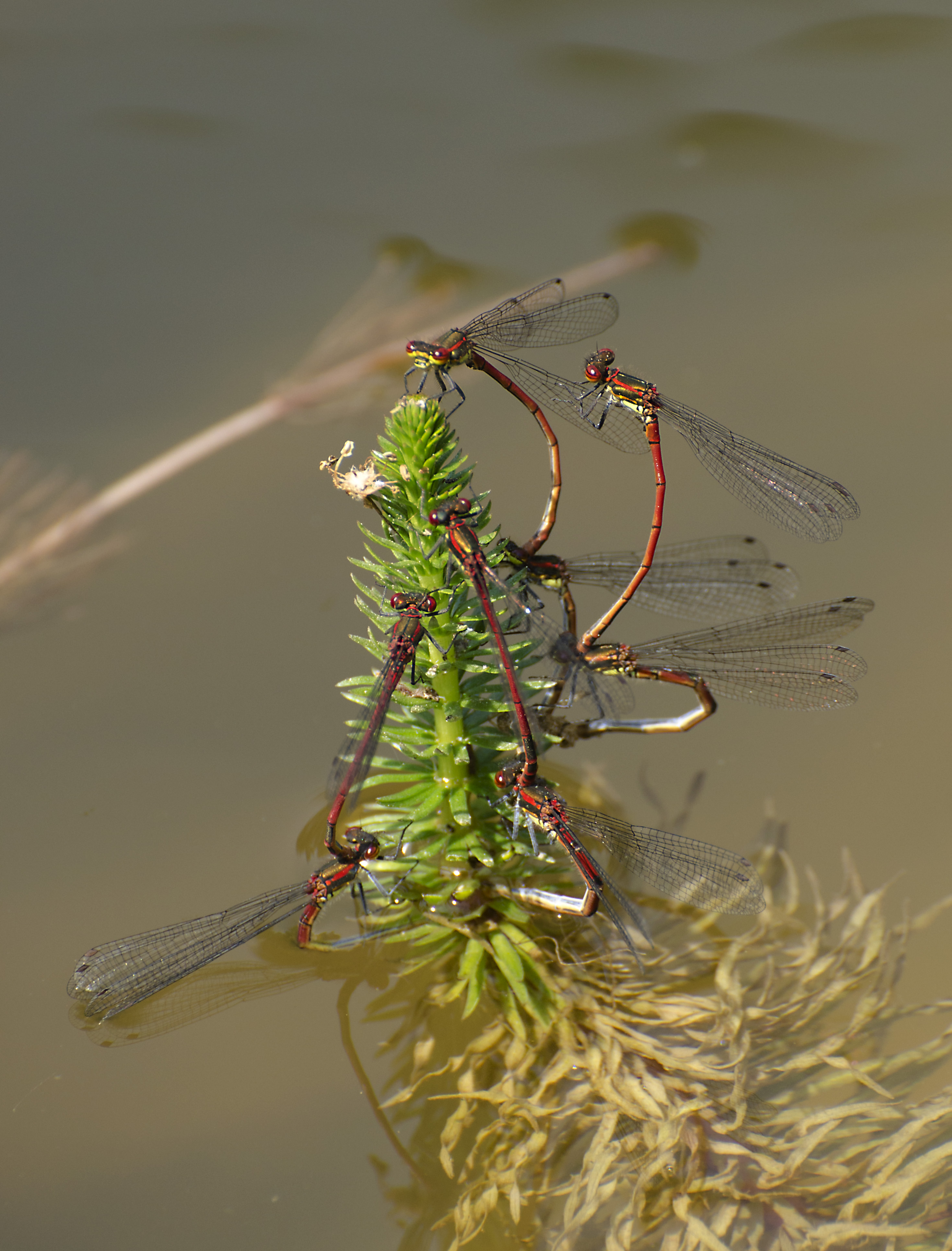
Eiablage in der Gruppe

Die Körperlänge beträgt 35 bis 45 Millimeter, die Flügelspannweite 50 bis 70 Millimeter. Die Beine der Frühen Adonislibelle sind schwarz gefärbt. Darin unterscheidet sich die Frühe Adonislibelle von der Scharlachlibelle, deren Beine rot gefärbt sind.
Bei beiden Geschlechtern der Frühen Adonislibelle befinden sich schwarze Zeichnungen am Abdomen, die sich bei den Männchen auf die hinteren Segmente des Abdomen beschränken.
Bei den Weibchen werden drei, von einigen Autoren auch vier Morphen unterschieden. Die Form typica trägt eine rote Zeichnung auf den Hinterleibssegmenten 2 bis 6; die letzten Segmente sind komplett schwarz gefärbt. Die roten Segmente weisen eine schwarze Mittellinie auf, die sich zum jeweiligen Segmentende hin zu einem schwarzen Fleck verbreitert; daran schließt sich noch jeweils ein schmaler gelber Ring an. Die Form fulvipes ähnelt typica, jedoch ist die Schwarzzeichnung auf den Segmenten 2 bis 6 nicht so stark ausgeprägt. Bei der Form melanotum schließlich ist der Hinterleib überwiegend metallisch-schwarz, mit – allenfalls – geringen Rotanteilen an den Seiten der Segmente 2 bis 6.
Insgesamt sind bei den Weibchen die schwarzen Zeichnungen deutlich stärker ausgeprägt als bei den Männchen. Jungtiere beiderlei Geschlechts weisen auf der Brust gelbe Streifen (sogenannte Antehumeralstreifen) auf; sie dunkeln – außer bei Weibchen der Form melanotum – im Alter zu Scharlachrot nach.

## Lebenszyklus
Die Flugzeit der adulten Tiere reicht von April bis August. Damit ist die Frühe Adonislibelle eine der ersten Libellenarten, die im Frühling in Mitteleuropa beobachtet werden können. Nur die als Imago überwinternden Winterlibellen sind noch früher aktiv.
Die Paarung erfolgt nur bei sonnigem Wetter während der frühen Morgenstunden im späten Frühjahr oder im Frühsommer. Zur Eiablage landen die Tiere im „Tandem“ auf schwimmenden oder aus dem Wasser ragenden Pflanzen. Das Weibchen heftet die Eier an Pflanzenteile unterhalb der Wasseroberfläche. Dazu taucht es oft nahezu vollständig im Wasser ein. Die Larven  entwickeln sich im Wasser und überwintern im letzten Larvenstadium. Im folgenden Frühjahr kriechen sie an der Ufervegetation aus dem Wasser. Dort befreien sich die Imagines aus ihrer Hülle (Exuvie), und es beginnt ein neuer Zyklus.

## Verbreitung, Habitat
Die Art ist in Europa weit verbreitet. In Skandinavien tritt sie nur in den südlichen Regionen sowie entlang der norwegischen Küste auf; die Art fehlt in Teilen Südeuropas und der Balkanhalbinsel. In wenigen Gebieten Griechenlands und Südalbaniens fliegt die Schwesterart Pyrrhosoma elisabethae, die sich nur anhand der Hinterleibsanhänge bzw. des Pronotumhinterrandes von P. nymphula unterscheiden lässt.
Als Habitat werden von der Frühen Adonislibelle Weiher, langsam fließende Bäche und gern auch moorige Tümpel angenommen. Da die Frühe Adonislibelle nur relativ selten frei sitzt, sondern eine dichte Ufervegetation bevorzugt, in der die Tiere sich verbergen können, wird diese weitverbreitete und auffällig gefärbte Art nicht so oft wahrgenommen wie andere häufige Kleinlibellen. Obwohl sie aufgrund ihrer Häufigkeit nicht gefährdet ist, steht die Art wie alle heimischen Libellen unter Naturschutz.
|                                  |  |  |  |  |  |  |  |
| Verschiedene Phasen der Emergenz |  |  |  |  |  |  |  |